# مشروع كوينتيلبرو

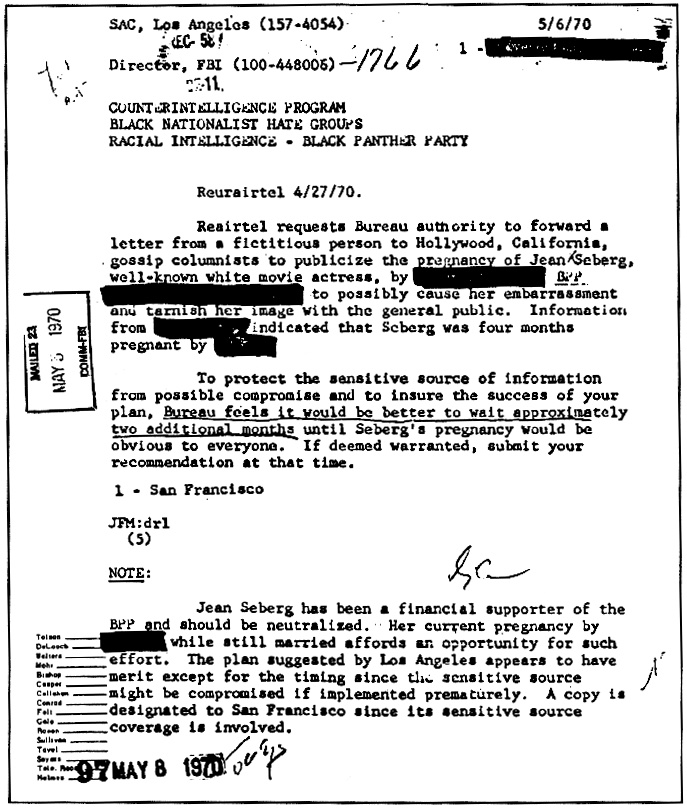

مشروع كوينتيلبرو (بالإنجليزية: COINTELPRO) (كلمة مشتقة من مشروع مكافحة التجسس بين عامي 1956-1971) هو سلسلة من العمليات السرية وأحيانًا المشاريع غير القانونية المُدارَة من قبل مكتب التحقيقات الفيدرالي للولايات المتحدة (إف.بي.آي) الذي يسعى لمراقبة واختراق والتحري عن وتشويه سمعة المنظمات السياسية. تظهر سجلات مكتب إف.بي.آي أن مشروع كوينتيلبرو استهدف مجموعات وأفراد كان المكتب قد صنفهم على أنهم مخربين بما في ذلك منظمات نسوية والحزب الشيوعي الأمريكي والمنظمات المعارضة لتدخل الولايات المتحدة في حرب فيتنام و نشاطات حركة الحقوق المدنية أو حركة القوة السوداء (مثل مارتن لوثر كينغ الابن وحركة أمة الإسلام وحزب النمور السود) والمنظمات البيئية وحقوق الحيوان والحركة الهندية الأمريكية وحركات الاستقلال (على سبيل المثال، مجموعات استقلال بورتوريكو مثل اللوردات الشباب) ومنظمات كانت جزءًا من حركة اليسار الجديد. واستهدف البرنامج أيضًا منظمة كو كلوكس كلان عام 1964.
وفقًا لنعوم تشومسكي، في قضية أخرى في سان دييغو، قام مكتب إف.بي.آي بتمويل وتسليح ومراقبة مجموعة سياسية يمينية متطرفة كان أعضاؤها مؤسسين لمنظمة مينوتيمين المناهضة للشيوعية شبه العسكرية، والتي تحولت إلى مجموعة سُميَّت بالمنظمة العسكرية السرية التي استهدفت مجموعات ونشاطات وقيادات تورطت في الحركة المناهضة للحرب بالتهديد وأعمال عنف.
قام مكتب إف.بي.آي منذ تأسيسه بعمليات سرية ضد مجموعات سياسية وطنية، غير أن العمليات السرية تحت وسم كوينتيلبرو الرسمي جرت بين عامي 1956 و1971. ما تزال تكتيكات كوينتيلبرو تستخدم حتى اليوم ويُزعَم أنها تتضمن تشويه سمعة أهداف عبر الحرب النفسية؛ تشويه سمعة أفراد ومجموعات عبر تزوير مستندات ونشر تقارير كاذبة في وسائل الإعلام؛ قضايا تحرش والسجن غير المشروع والعنف المخالف للقانون بما في ذلك الاغتيالات. كان الدافع المعلن لمكتب إف.بي.آي «حماية الأمن القومي ومنع العنف وصون النظام الاجتماعي والسياسي القائم.»
في بداية عام 1969، تعرض قادة حزب النمور السود لهجوم من مشروع كوينتيلبرو وقُضِيَ عليهم بالاغتيالات والسجن والإهانة علنيًا أو اتهامهم بارتكاب جرائم زورًا وبهتانا. من بين المصابين من حزب النمور السود فرد هامبتون ومارك كلارك وجوان تشيسيمارد وجيرونيمو برات وموميا أبو جمال ومارشال كونوي. من أشهر التكتيكات المستخدمة في مشروع كوينتيلبرو شهادات الزور وإدلاء بشهادات تحرش والترهيب وإخفاء الأدلة.
أصدر مدير مكتب التحقيقات الفيدرالي إدغار هوفر توجيهات لضبط الكوينتيلبرو، طالبًا من عملاء إف.بي.آي السريين «فضح وتعطيل وتضليل وتشويه سمعة وإضعاف بطريقةٍ أو بأخرى» نشاطات هذه الحركات وخاصة قادتها. وتنفيذًا لوصية الرئيس الأمريكي هربرت هوفر، كُلِف ويليام سي. سوليفان بإدارة برنامج كوينتيلبرو. وأذن المدعي العام روبرت كينيدي شخصيًا ببعض البرامج. على الرغم من أن كينيدي كان الوحيد الذي أعطى تصريح خطي لتنصت محدود على المحادثات التلفونية لمارتن لوثر كينغ خلال تجربة امتدت شهر أو أكثر. مدد هوفر التصريح لذا كان رجاله حرّين في البحث عن أدلة في أي مجال من حياة كينغ اعتبروه جدير بالأهمية.
في أبريل/نيسان 2018، اتهم موقع أتلانتا بلاك ستار مكتب إف.بي.آي بأنه ما يزال يعمل على مشروع كوينتيلبرو بمراقبة حركة حياة السود مهمة. حيث أثبتت الملفات الداخلية المؤرخة عام 2017 أن إف.بي.آي يراقب الحركة.

## تاريخ البرنامج
بدأت العمليات المركزة رسميًا تحت اسم كوينتيلبرو في أغسطس/آب 1956 مع برنامج صُمِم «لزيادة التحزب مما يزيد التشويش ويُنجِح الارتداد» داخل الحزب الشيوعي الأمريكي (CPUSA). وشملت التكتيكات مكالمات هاتفية مجهولة المصدر وتدقيق حسابات دائرة الإيرادات الداخلية وإنشاء مستندات من شأنها أن تقسم المنظمة الشيوعية الأمريكية داخليًا. في أكتوبر/تشرين الأول 1956 أعيد تصنيف وثيقة لهوفر مراقبة مكتب إف.بي.آي المستمرة للقادة السود، من ضمن برنامج كوينتيلبرو، وبرروا ذلك بأن الحركة اخترقت من قبل الشيوعية. أرسل هوفر في عام 1956 كتابًا مفتوحًا يشجب علنًا ثيودور روزفيلت ماسون هوارد، قائد حركة حقوق مدنية وجراح ومقاول ثري في مسيسيبي لأنه انتقد تراخي إف.بي.آي في حل قضايا قتل جورج واشنطن لي و ايميت تل وأمريكيين أفارقة آخرين في الجنوب. عندما تأسس مؤتمر القيادة المسيحية الجنوبية عام 1957، وهو منظمة حقوق مدنية للأمريكيين الأفارقة، بدأ إف.بي.آي برصد ومهاجمة المجموعة فورًا، مركّزين خاصة على بايارد روستن وستانلي ليفيسون وأخيرًا مارتن لوثر كينغ الابن.

بعد مسيرة الحقوق المدنية إلى واشنطن عام 1963، قام هوفر بانتقاء كينغ كمستهدف مهم في برنامج كوينتيلبرو. كتب سوليفان تحت ضغط من هوفر للتركيز على كينغ:
«في ضوء خطاب كينغ الديماغوجي ..... يجب أن نستهدفه الآن إذا لم نفعل ذلك من قبل، باعتباره أخطر زنجي لهذه الأمة مستقبلًا من وجهة نظر الشيوعية والزنوج والأمن القومي.»
قام مكتب إف.بي.آي بعد فترة وجيزة بالتنصت المُمنهَج على منزل وغرف فنادق كينغ، لأنهم كانوا يدركون الآن أن شعبية كينغ بين الناس كانت تزداد يوميًا باعتباره أبرز زعيم لحركة الحقوق المدنية.
بدأ كينغ في منتصف الستينات بانتقاد المكتب علانيةً لعدم اهتمامه الكافي لاستخدام الإرهاب من قبل المؤمنين بسيادة البيض. ورد هوفر بالدعوة العلنية لكينغ على أنه أكثر’’ كذاب سيء السمعة‘‘ في الولايات المتحدة. أكد الصحفي كارل روان في مذكراته التي نشرتها واشنطن بوست عام 1991، أن إف.بي.آي أرسل خطابًا واحدًا على الأقل مجهول الهوية إلى كينغ يشجعه على الانتحار. وثّق المؤرخ تايلور برانش في نوفمبر/تشرين الثاني طرد مجهول الهوية أُرسِلَ من قبل إف.بي.آي وتضمن تسجيلات صوتية، تمّ الحصول عليها من خلال التنصت على هاتف كينغ ووضع أجهزة تنصت في كل مكان من غرف الفنادق الي زارها كينغ خلال سنتين سابقتين، لُفِّقَت بعد يومين من الإعلان عن ترشح كينغ لجائزة نوبل للسلام. وثَّق سجل الشريط، الذي أعده جون ماتر فني الصوت في مكتب إف.بي.آي، سلسلة من الحماقات الجنسية التي قام بها كينغ مصحوبة برسالة تخبره: «لا يوجد سوى مخرج واحد لك. من الأفضل أن تسلكه قبل كشف شخصك القذر الشاذ المخادع للأمة.» أُبلِغ كينغ لاحقًا أنّه سيصدر التسجيل إلى وسائل الإعلام إذا لم يذعن وينتحر قبل قبوله بجائزة نوبل للسلام. عندما رفض كينغ الاستجابة لتكتيكاتهم الإكراهية، بدأ كارثا ديكغل ديلواش، المدير المساعد لمكتب إف.بي.آي، حملة إعلامية تقدم نسخة طبق الأصل لمراقبة مختلف المنظمات الإخبارية، بما في ذلك نيوزويك ونيوزدي. وبحلول عام 1969، كما لوحظ في مكان آخر «لم تتوانى جهود إف.بي.آي لفضح مارتن لوثر كينغ الابن على الرغم من أن كينغ كان قد قُتِل منذ عام. قدم المكتب مهمات لمناوئين لتمكينهم من شن هجمات على ذكرى كينغ، و ... عرقلة الجهود المبذولة لتكريم الزعيم المُغتَال.»
استهدف البرنامج خلال نفس الفترة مالكوم إكس. بينما نفى متحدث باسم إف.بي.آي تورّط المكتب ’’المباشر‘‘ في مقتل مالكوم عام 1965، وتمّ توثيق أن المكتب يعمل على ’’توسيع الشرخ‘‘ بين مالكولم وإلايجا محمد من خلال الاختراق و ’’إثارة الجدالات الحادة داخل المنظمة‘‘ وترويج الشائعات وغيرها من الأساليب المُصممَة لتعزيز النزاعات الداخلية، والتي أدت في النهاية إلى اغتيال مالكولم. اخترق مكتب إف.بي.آي بصعوبة منظمة مالكولم إتحاد الأفارقة الأمريكان في الأشهر الأخيرة من حياته. يؤكد كتاب السيرة الذاتية «مالكوم إكس: حياة متجددة دومًا» لمانينغ ماربل الحائز على جائزة بوليتزر أن معظم الرجال الذين خططوا لاغتيال مالكوم لم يتم القبض عليهم مطلقًا وأنه لا يمكن معرفة المدى الكامل لتورط إف.بي.آي في مقتله.
في خضم الاضطرابات المدنية في الفترة من يوليو/تموز إلى أغسطس/آب 1967، بدأ مكتب التحقيقات الفيدرالي ’’برنامج كوينتيلبرو كره السود‘‘، الذي ركز على كينغ ومؤتمر القيادة المسيحية الجنوبية (SCLC)، بالإضافة إلى لجنة التنسيق الطلابية اللاعنفية (SNCC) وحركة العمل الثوري (RAM)، والشمامسة للدفاع والعدالة ومؤتمر المساواة العرقية (CORE) وحركة أمة الإسلام. أُسِسَ برنامج مُخبِر غيتو وأُصدِرَت تعليمات إلى 23 مكتبًا من مكاتب إف.بي.آي «لتعطيل أو تضليل أو تشويه سمعة أو القضاء على أنشطة منظمات كراهية السود القومية بطريقةٍ أو بأخرى.»
ذكرت وثائق مسيرة 1968 أن الهدف من البرنامج هو «منع ائتلاف المجموعات القومية السوداء المناضلة»؛ إلى «منع ظهور ’’المشيح‘‘ الذي يمكنه توحيد ... الحركة القومية السوداء المناضلة»؛ «تحديد مثيري المشاكل المحتملين وتحييدهم قبل ممارسة إمكاناتهم في العنف [ضد السلطات].»؛ إلى «منع المجموعات القومية السوداء المناضلة والقادة من الحصول على احترام الجماهير، من خلال تشويه سمعتهم ... لكل من أفراد المجتمع المسؤولين والليبراليين الذين لديهم آثار تعاطف ...»؛ و«منع النمو بعيد المدى للمنظمات السوداء المناضلة، وخاصة بين الشباب.» رُوِّجَ أن الدكتور كينغ لديه القدرة على أن يكون شخصية ’’المشيح‘‘ إذا تخلى عن اللاعنف وفكرة إلغاء الفصل العنصري، ولوحظ أن لستوكلي كارمايكل «الكاريزما اللازمة ليشكل تهديدًا حقيقيًا بهذه الطريقة» كما صُوِّرَ كشخص يتبنى الرؤية الأكثر كفاحًا ’’للقوة السوداء‘‘. بينما كان إف.بي.آي مهتمًا بشكل خاص بالقادة والمنظمين، إلا أنهم لم يحددوا نطاق الهدف على رؤساء المنظمات. كما أدرجت أسماء أفراد مثل الكتّاب ضمن أهداف العمليات.
تزامن هذا البرنامج مع مسعى فدرالي أوسع لإعداد ردود عسكرية للعصيان المدني وبدء زيادة التعاون بين مكتب التحقيقات الفيدرالي FBI ووكالة المخابرات المركزية CIA ووكالة الأمن القومي NSA ووزارة الدفاع. أطلقت سي.آي.أي مشروع التجسس المحلي الخاص بها في عام 1967 باسم عملية كيآس CHAOS. كان الهدف الخاص منه حملة الناس الفقراء، وهي محاولة وطنية نظمها كينغ ومؤتمر القيادة المسيحية الجنوبية لاحتلال العاصمة واشنطن. قام إف.بي.آي بمراقبة وتعطيل الحملة على المستوى الوطني، بينما استخدم تكتيكات التشهير محليًا لتقويض الدعم للمسيرة. كان حزب النمور السود منظمة مستهدفة أيضًا، حيث اشترك مكتب إف.بي.آي في تدمير الحزب من الداخل إلى الخارج.
بشكلٍ عام، شمل برنامج كوينتيلبرو تعطيل وتخريب حزب العمال الاشتراكيين (1961) وكو كلوكس كلان (1964) وحركة أمة الإسلام وحزب النمور السود (1967) والحركة الاجتماعية/السياسية الجديدة لليسار الجديد بالكامل، والتي تضمنت مناهضة الحرب والفرق المجتمعية والدينية (1968). ذكر تحقيق لاحق أجرته لجنة الكنيسة في مجلس الشيوخ أنّ «برنامج كوينتيلبرو بدأ عام 1956، ويرجع ذلك جزئيًا إلى الإحباط من أحكام المحكمة العليا التي تحد من سلطة الحكومة في المضي قدمًا ضد الجماعات المخالفة لرأيها». خلصت لجان الكونغرس الرسمية والعديد من قضايا المحاكم إلى أن عمليات كوينتيلبرو ضد الجماعات الشيوعية والاشتراكية تجاوزت الحدود القانونية لنشاط مكتب إف.بي.آي وانتهكت الضمانات الدستورية لحرية التعبير وحرية التنظيم.